# Oberek

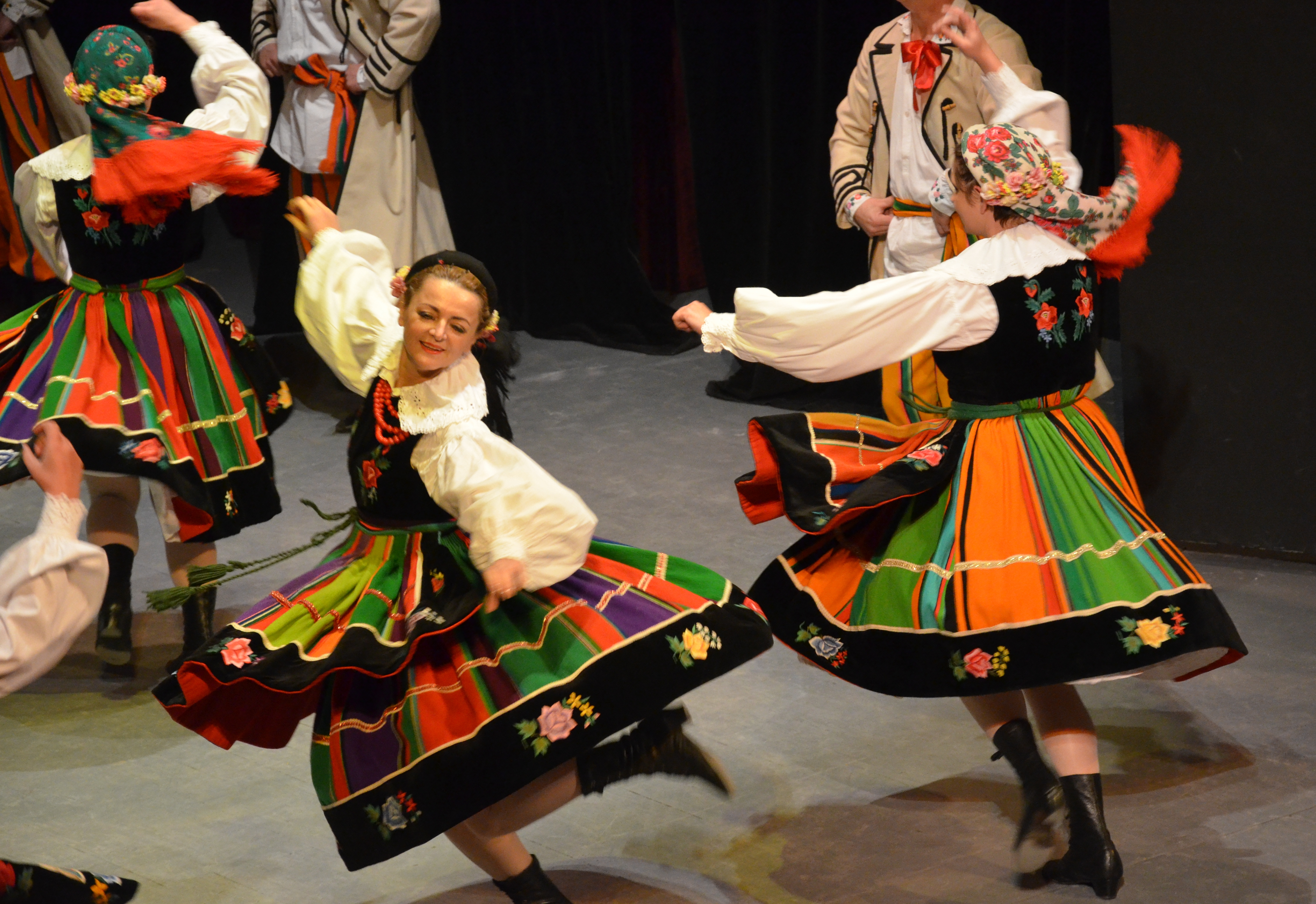
"Oberek" (2015)

Oberek, även obertas och ober, är en polsk folkdans i tretakt med vissa rytmiska likheter med mazurka. I södra Polen finns även tvåtaktsvarianter.
Inom konstmusiken användes oberek av bland annat Henryk Wieniawski, Karol Szymanowski och Grażyna Bacewicz.